# Дудин, Николай Максимович
Николай Максимович Дудин (1917—1968) — подполковник Советской Армии, участник Великой Отечественной войны, Герой Советского Союза (1941).

## Биография
Николай Дудин родился 7 января 1917 года в деревне Слепино (ныне — Вохомский район Костромской области) в крестьянской семье. Окончил среднюю школу. В 1936 году Дудин был призван на службу в Рабоче-крестьянскую Красную Армию. В 1938 году он окончил 7-ю Сталинградскую военную авиационную школу лётчиков, после чего был направлен служить на Дальний Восток. 
С 7 июля 1941 года — на фронтах Великой Отечественной войны, был комиссаром эскадрильи 29-го истребительного авиаполка 31-й смешанной авиадивизии ВВС 29-й армии Западного фронта. Отличился во время боёв в Витебской области Белорусской ССР.
28 июля 1941 года Дудин в паре с командиром эскадрильи капитаном Тормозовым вылетел на самолёте «И-153» на прикрытие переправы через Ловать в районе деревни Севастьяново. В районе цели они были атакованы четвёркой немецких истребителей. В завязавшемся бою Дудин сбил один самолёт противника, ещё одного сбил Тормозов. Второй самолёт Дудин сбил воздушным тараном, после чего выпрыгнул с парашютом и приземлился в расположении советских частей.
Указом Президиума Верховного Совета СССР от 22 октября 1941 года младшему политруку Николаю Максимовичу Дудину присвоено звание Героя Советского Союза с вручением ордена Ленина и медали «Золотая Звезда».
В феврале 1942 года был ранен, после чего до конца войны служил лётчиком-инструктором в различных лётных училищах. После окончания войны служил начальником лётной части Астраханского и Краснодарского аэроклубов, затем был начальником Орловского областного аэроклуба. В 1956 году в звании подполковника Дудин был уволен в запас. 
Проживал в Краснодаре, скончался 27 января 1968 года. Похоронен на Славянском кладбище в Краснодаре.
Был также награждён орденами Красного Знамени и Красной Звезды, рядом медалей.